# 南桃加
南 桃加（みなみ ももか、1989年1月21日 - ）は、日本の元女子バレーボール選手。

## 来歴
福岡県直方市出身。
直方高校を経て、2007年福岡大学に進学。
全日本インカレでは、2009年3位、2010年4位という好成績に貢献した。
2011年4月、Vチャレンジリーグの日立リヴァーレに入部。同年7月、第26回ユニバーシアード代表に選出された。Vプレミアリーグ昇格を果たした2013/14Vプレミアリーグではミドルブロッカーとしてレギュラーで起用され、ブロック決定本数部門で4位に入る活躍を見せた。
2014年7月、日立リヴァーレを退部。

## 球歴
- ユニバーシアード代表 - 2011年

## 所属チーム
- 直方高校
- 福岡大学（2007-2011年）
- 日立リヴァーレ（2011-2014年）